# Distrito de Siang occidental
Siang occidental (en panyabí; ضلع لیندا سیانگ) es un distrito de India en el estado de Arunachal Pradesh. Código ISO: IN.AR.WS.
Comprende una superficie de 8 325 km².
El centro administrativo es la ciudad de Along.

## Demografía
Según censo 2011 contaba con una población total de 112 272 habitantes.